# Neotermes
Neotermes es un género de termitas  perteneciente a la familia Kalotermitidae que tiene las siguientes especies:

## Especies
- Neotermes castaneus (Burmeister, 1839)
- Neotermes connexus Snyder, 1922
- Neotermes holmgreni Banks, 1918
- Neotermes jouteli (Banks en Banks y Snyder, 1920)
- Neotermes larseni (Light, 1935)
- Neotermes luykxi Nickle y Collins, 1989